# NGC 2613
NGC 2613 är en spiralgalax i stjärnbilden Kompassen intill den västra gränsen mot Akterskeppet. Den upptäcktes den 20 november 1784 av astronomen William Herschel. Med en skenbar visuell magnitud på 10,5 är galaxen svagt synlig med ett teleskop med en bländare på 100 mm (4 tum). Galaxen ser spindelformad ut eftersom den är nästan riktad med kanten mot observatörer på jorden.
Den morfologiska klassificeringen av NGC 2613 är SA(s)b, vilket anger en spiralgalax utan stav eller ring, och måttligt tätt lindade spiralarmar. Den lutar med en vinkel på ungefär 79° mot siktlinjen från jorden och är orienterad med storaxeln vid en positionsvinkel på 133°. Radien för neutralt väte i galaxen är cirka 35 kparsec, och massan för det neutrala vätet är (8,73 ± 0,32) × 109 solmassor. Galaxen har en kombinerad dynamisk massa av (7,50 ± 0,87) × 1011 solmassor.
NGC 2613 har en aktiv galaxkärna som är djupt inbäddad i skymmande gas och stoft. Emissionsdata som samlats in av Very Large Array visar ett drag som liknar en tidvattensvans längs galaxens sydöstra sida, vilket troligen orsakades av en interaktion med den lilla följeslagargalaxen ESO 495-G017, som nu ligger nordväst om NGC 2613.

## Supernova
En supernova har observerats i NGC 2613. SN 2023dtc (typ Ib, magnitud 18,604) upptäckt av ATLAS den 20 mars 2023.